# Flora Frate
Flora Frate (Napoli, 3 luglio 1983) è una politica italiana, deputata della XVIII legislatura.

## Biografia
Sociologa, laureata con lode in politiche sociali e del territorio presso il Dipartimento di Scienze Sociali dell'Università Federico II di Napoli. Insegnante di filosofia e di scienze umane, presidente dell'associazione culturale no profit Medea-Fattoria sociale, nel 2013 è stata relatrice al convegno internazionale sulla sociologia della disabilità.
È consigliere della Fondazione Italia USA, dove è responsabile del dipartimento per i progetti accademici ed educativi.

## Attività politica
Eletta alla Camera dei deputati con il Movimento 5 Stelle nel 2018, è componente della Commissione Cultura, Scienza e Istruzione e successivamente della Commissione Lavoro Pubblico e Privato. Inoltre ha aderito all'intergruppo parlamentare "Innovazione" e "Per le donne, i diritti e le pari opportunità".

### L’espulsione dai 5 Stelle
Il 31 gennaio 2020 è stata espulsa dal Movimento 5 Stelle a causa delle sue posizioni sulla scuola e sui rimborsi in relazione alla mancanza di trasparenza del fondo privato istituito dal direttivo del movimento nel 2019.
Il 26 novembre 2020 annuncia il suo ingresso in Azione e aderisce al Gruppo misto componente Azione-+Europa-Radicali Italiani dalla quale esce però qualche mese dopo il 25 maggio 2021.
Il 23 dicembre aderisce, insieme alla deputata Maria Teresa Baldini, ad Italia Viva.